# Sant'Ambrogio rientra a Milano
Sant'Ambrogio rientra a Milano è un dipinto murale di Giovanni Francesco Lampugnani e Giovanni Battista Lampugnani realizzato nel 1618 e conservato presso la Chiesa di Sant’Ambrogio a Legnano.

## Storia
La Chiesa di Sant'Ambrogio a Legnano rappresenta la più antica testimonianza di un insediamento religioso nella cittadina. Durante i lavori di restauro e ripristino architettonico svolti tra il 1984 e il 1991, è stata scoperta una struttura risalente al V secolo d.C. Nel corso dei secoli, l'edificio ha subito numerose ristrutturazioni complesse e radicali. Nel 1613, i fratelli Giovan Francesco e Giovan Battista Lampugnani sono stati incaricati di affrescare l'intera chiesa.

### Autori
Giovan Francesco Lampugnani è nato il 22 marzo 1588 a Legnano, da Giovanni Luca, un nobile notaio, e Geronima Fumagalla. Appartenente a una famiglia in cui le attività di notaio e di artista si sono alternate per almeno due secoli, Giovan Francesco ha lasciato un'impronta sia come notaio sia come artista a Legnano e a Milano. Due anni dopo la sua nascita, il 21 novembre 1590, è nato suo fratello Giovan Battista, con il quale Giovan Francesco ha collaborato in modo strettissimo, non solo sul lavoro, ma in tutti gli aspetti della loro vita. Spesso è difficile distinguere le loro mani nelle opere, anche se Giovan Francesco, il più talentuoso dei due, ha firmato singolarmente alcune opere.
Probabilmente destinati a seguire le professioni paterne, i due fratelli, fin da giovani, sono stati testimoni negli atti notarili redatti dal padre, Giovanni Luca, anch'egli notaio, acquisendo presto un proprio sigillo. La loro formazione artistica è iniziata a Legnano, dove sin da bambini sono stati educati allo stile classico della basilica bramantesca di San Magno e ai dipinti che la adornano, come gli affreschi del Lanino e la pala d'altare del Luini. I Lampugnani avrebbero in seguito eseguito una copia della tavola centrale di questa pala, raffigurante la Madonna col Bambino, per la collezione del Cardinale Cesare Monti. Hanno tratto influenze e suggestioni da questa tradizione pittorica lombarda e cinquecentesca, che hanno plasmato il loro linguaggio artistico colto e sereno, ispirato ai grandi modelli aurei del Cinquecento lombardo.
Dopo il 1606, i Lampugnani hanno alternato la residenza tra Legnano e Milano, trascorrendo lunghi periodi con le rispettive famiglie nella città meneghina, immergendosi nel contesto culturale e artistico. Hanno ricevuto commissioni da committenti colti ed esigenti, come i Canonici Agostiniani per il cantiere di Santa Maria della Passione, dove hanno dipinto due grandi tele raffiguranti la Resurrezione e l'Ascensione di Cristo. Queste opere, di grande pregio artistico, rispettano le convenzioni iconografiche della Controriforma.
L'opera dei Lampugnani si è estesa oltre Legnano e Milano. Giovan Francesco ha lasciato affreschi, tele e pale d'altare, alcune firmate singolarmente, altre realizzate in collaborazione con Giovan Battista, presenti in basiliche, cappelle e oratori in Lombardia e oltre. Tra il 1614 e il 1633, hanno ricevuto importanti commissioni di dipinti murali, tra cui spicca la decorazione della chiesa dell'Immacolata presso il Sacro Monte di Varese nel 1624. Dopo un periodo di stasi durante gli anni terribili della peste, la bottega dei Lampugnani ha ripreso intensamente l'attività, ricevendo una serie di importanti e prestigiose commissioni. Tra queste, spicca il ciclo decorativo del 1632 nella cappella di San Francesco, caratterizzato da affreschi incentrati su temi dell'iconografia francescana e completato da una tela raffigurante la Madonna e San Francesco nella chiesa di San Francesco a Trecate. Questi lavori presentano evidenti punti di contatto con le opere successive dei due fratelli, come l'Ascensione di Cristo nella cappella XII del Sacro Monte di Varese e gli affreschi della Cappella dell'Immacolata nella Basilica di San Magno a Legnano, che includono figure di profeti nelle lunette e nella volta, Sant'Agata e Santa Lucia sui pilastri e l'Assunzione della Vergine sulle pareti.
Oltre alla loro prolifica produzione pittorica, i Lampugnani si distinsero anche nell'ambito dell'arte grafica e dell'incisione. Realizzarono veloci schizzi e disegni su atti notarili del padre e creazioni più elaborate come le Anime del Purgatorio e la Natività conservate presso la Pinacoteca Ambrosiana di Milano. Altri esempi del loro lavoro includono gli Angeli in volo e l'Eterno in gloria con Cristo tra angeli e cherubini nel Gabinetto dei disegni del Castello Sforzesco. Anche se alcuni dei loro progetti, come i Sei carri allegorici riprodotti in acqueforti da Cesare Bassano, sono andati perduti, sono ancora disponibili tre esemplari: il Carro allegorico della Grammatica e il Carro allegorico della Carità zelante a Milano presso la Civica Raccolta Achille Bertarelli, e il Carro allegorico della Poesia a Torino presso la Biblioteca Nazionale.
La loro attività artistica e incisoria culminò con la creazione della Veduta di Milano, disegnata da Francesco e incisa da Bernardino Bassano, e con un Mappamondo appartenente alla collezione del Cardinale Cesare Monti, attualmente esposto alla Pinacoteca Ambrosiana di Milano. Dopo la scomparsa del fratello nel 1640, Giovan Francesco continuò l'opera artistica firmando decorazioni murali e tele. Egli morì il 15 luglio 1651 a Legnano.

### Restauro

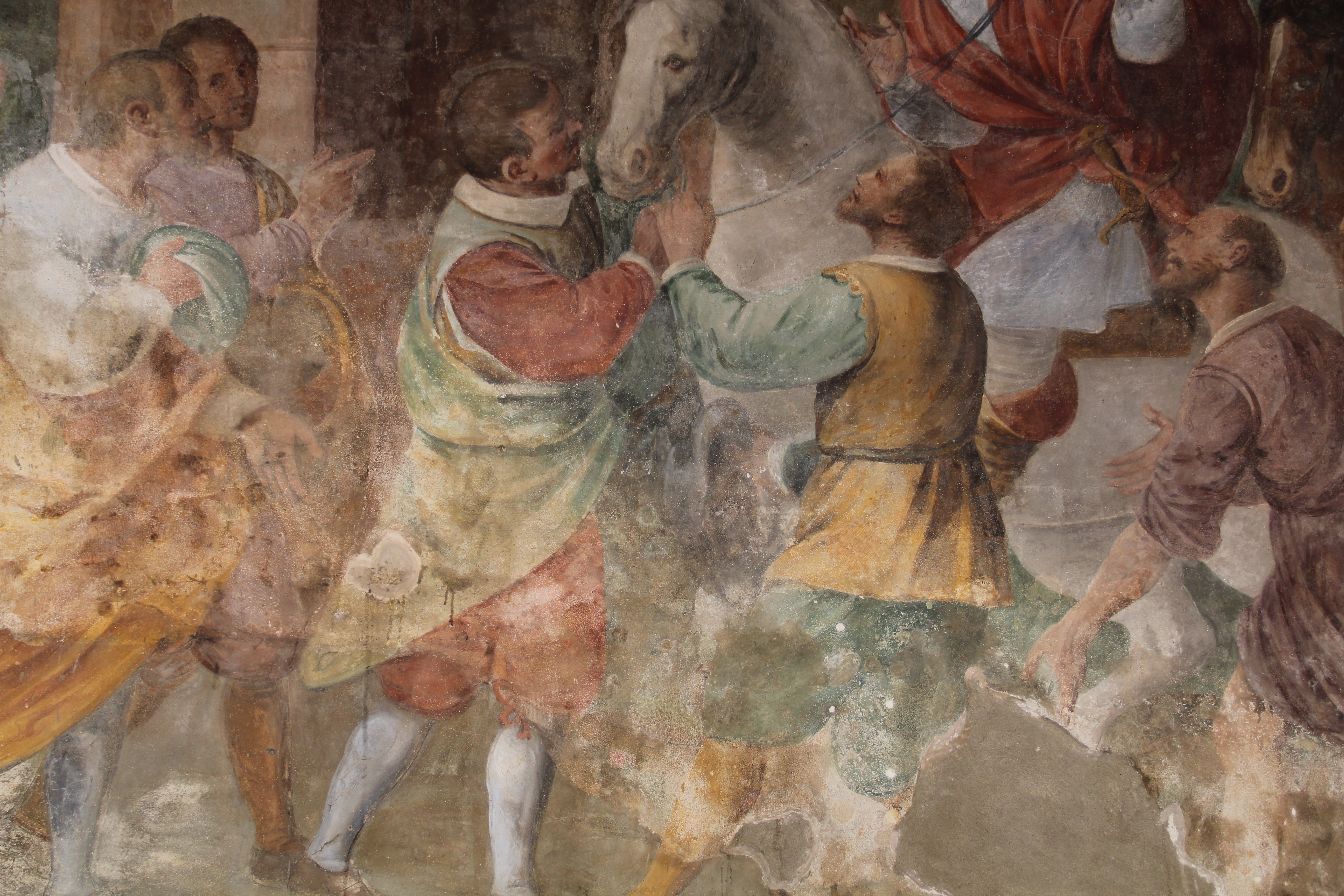
Dettaglio del dipinto prima del restauro del 2019

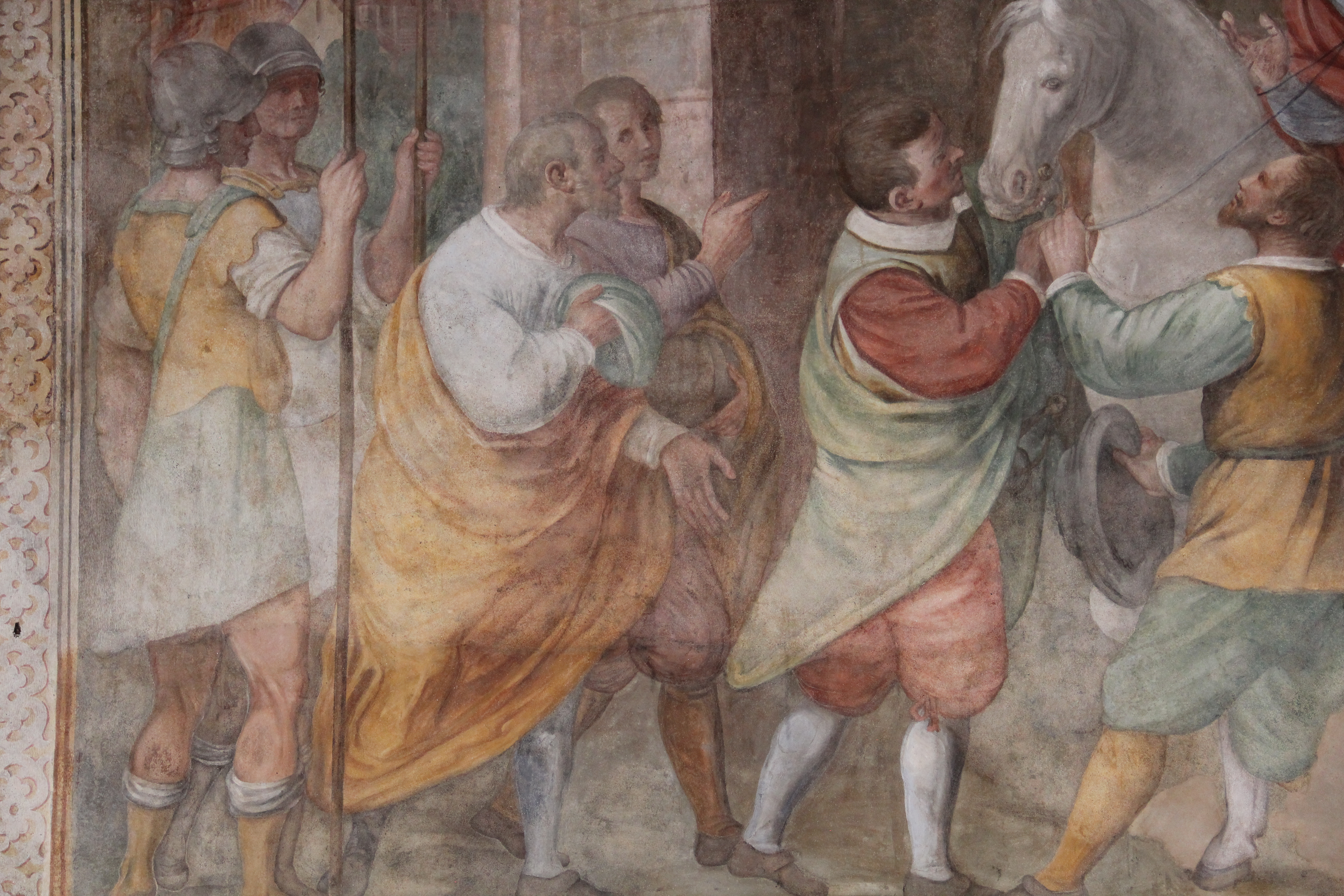
Dettaglio del dipinto dopo il restauro del 2019

Nel 2015 è stato affidato il restauro dell'opera all’Accademia di Belle Arti di Brera tramite una convenzione con la Parrocchia San Magno di Legnano. Il progetto è stato finanziato del Collegio dei Capitani delle Contrade del Palio di Legnano e il significativo apporto della Contrada di Sant’Ambrogio e Fondazione Ticino Olona. I lavori di restauro sono infine iniziati nell'ottobre 2018 a compimento del necessario iter burocratico.
Al tempo dei primi rilievi del 2019, l’opera presentava un pessimo stato di conservazione, con molteplici tipologie di degrado, la cui causa principale risultava essere l’umidità: la Chiesa ha sofferto sia di un’ingente umidità di risalita capillare dal sottosuolo, sia di infiltrazioni dalla copertura. Per risolvere questa problematica si è provveduto all’installazione di un sistema di monitoraggio termo-igrometrico. La tecnologia di tale sistema neutralizza la capacità delle molecole d’acqua di polarizzarsi, facendo in modo che rimangano neutre e, conseguentemente, non siano più attratte per differenza di carica da parte dei capillari della muratura. Una volta in funzione, il sistema inibisce il fenomeno della capillarità, interrompendo così la risalita di nuova acqua attraverso i capillari del muro; l’umidità in eccesso viene a questo punto espulsa gradualmente tramite evaporazione spontanea. L’opera è stata pulita e consolidata, sono stati quindi rimossi i materiali soprammessi e non idonei in modo da garantirne una corretta lettura e una messa in sicurezza che previene l’innescarsi di futuri fenomeni degradativi.

## Descrizione

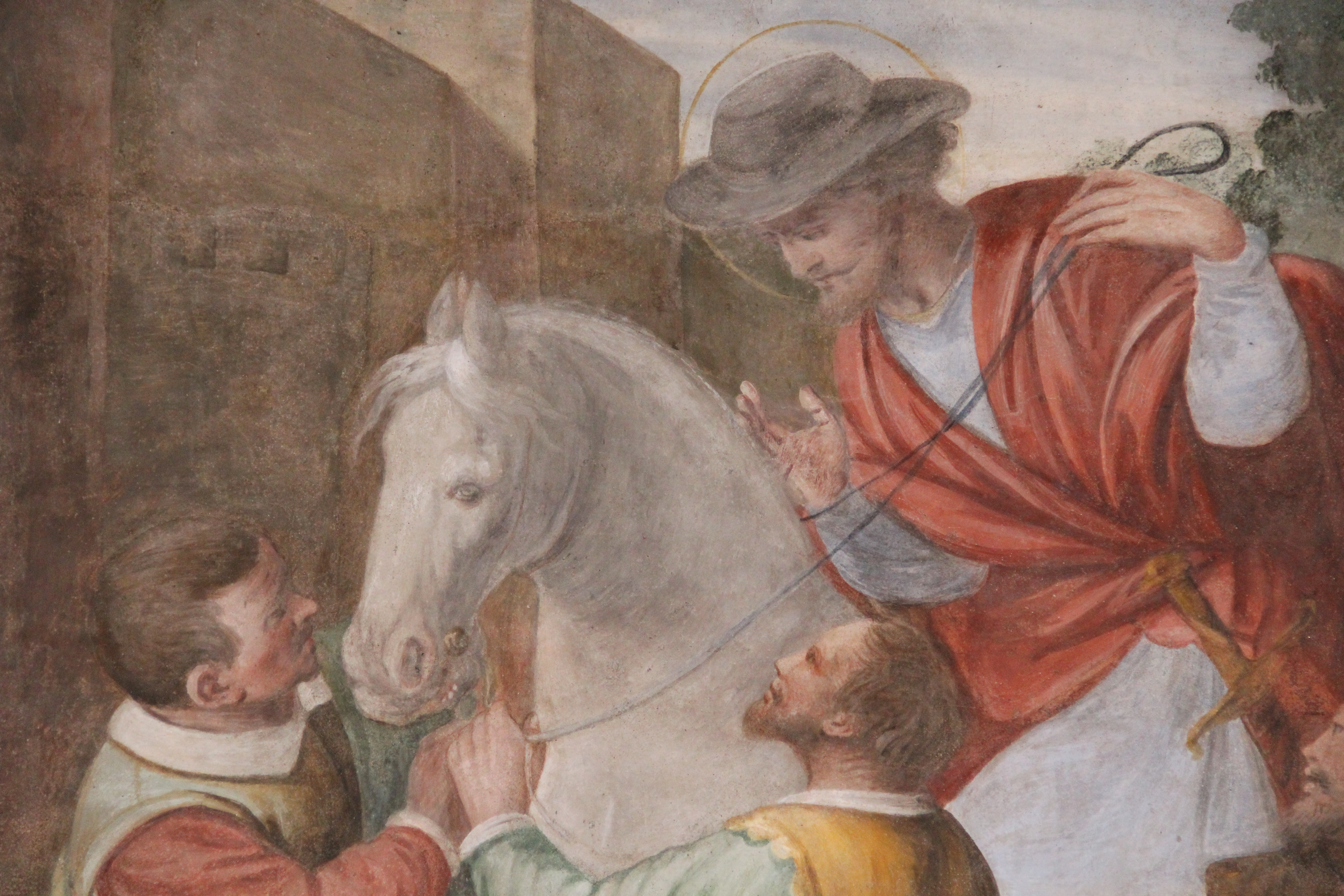
Dettaglio di Sant'Ambrogio nel dipinto

Il grande affresco ubicato nella navata sinistra raffigura Sant'Ambrogio in groppa a un cavallo bianco mentre entra a Milano, accolto dai dignitari della città dopo la sua nomina a Vescovo.
La scena raffigurata nasce dalla storia della fuga di Sant'Ambrogio dalla città per evitare la consacrazione. Paolino di Milano scrive nella sua biografia come Ambrogio fece di tutto per allontanare da sé l'investitura episcopale. Egli racconta come, per dimostrare di non essere degno del ruolo a cui lo avevano eletto, Ambrogio ordinò di torturare alcuni prigionieri, annunciò di volersi dedicare a tempo pieno alla filosofia, finse una condotta morale indegna per un vescovo facendo entrare nel suo palazzo delle prostitute. infine, poiché tutto questo non era servito a nulla, fuggì dalla città, ma per due volte fu poi ricondotto indietro. La raffigurazione più celebre di questo episodio è quella di Vuolvino su una formella dell'altare d'oro della basilica ambrosiana.
Stando al racconto di Paolino la porta alle spalle di Sant'Ambrogio è presumibilmente Porta romana da cui si intravede una vista della città di Milano con la facciata del Duomo allora in costruzione.

### Iconografia
Il dipinto rappresenta un'intersezione di iconografie classiche del Santo: quella di Sant'Ambrogio a cavallo di un destriero bianco e quella della sua fuga da Milano. Tuttavia, si discosta dall'iconografia classica di un Ambrogio che combatte a cavallo contro gli ariani, poiché raffigura un Ambrogio ancora giovane e inesperto, prima della sua effettiva investitura a vescovo. Il santo è ritratto in abiti civili tipici del XVII secolo, l'epoca in cui il dipinto è stato realizzato. È plausibile ipotizzare che questa scelta iconografica sia stata fatta a Legnano a causa del forte legame storico tra il Santo e la città, noto per la famosa battaglia con Federico Barbarossa e per la vicinanza a un'altra città di grande importanza nella leggenda del Santo, Parabiago, dove si narra dell'apparizione di Sant'Ambrogio a cavallo di un destriero bianco che mette in fuga gli invasori.

### Tecnica
L'opera è stata realizzata su un substrato di intonaco composto da calce e sabbia in proporzioni 1:2. La sua esecuzione è stata completata in sette giorni, partendo dalla cornice in alto a sinistra. Analisi approfondite hanno rivelato che la pittura è stata applicata utilizzando la tecnica "a calce" con l'aggiunta di leganti organici a base di lipoproteine, come ad esempio l'uovo. I pigmenti identificati appartengono alla tradizione artistica medievale e rinascimentale. Tra questi, oltre al blu di smalto, che è un vetro potassico contenente cobalto, è degna di nota la presenza di giallo di piombo e stagno e antimoniato di piombo.
Particolare attenzione merita la possibilità che per la veste di Sant’Ambrogio sia stato aggiunto alla miscela di pigmenti rossi una porzione di gesso (solfato di calcio biidrato) che sarebbe dunque un materiale costituente la tecnica pittorica e non un prodotto di degrado derivato da inquinati atmosferici e materiali non idonei presenti nella muratura, la presenza di gesso nei dipinti murali quale parte integrante delle preparazioni e delle miscele pittoriche è un argomento poco considerato fino ad ora dalla ricerca storico artistica.

### Stile
Le prime opere dei Lampugnani, datate all'inizio del secondo decennio del Seicento, rivelano i forti legami e le suggestioni derivanti dalla matrice pittorica lombarda e cinqucentesca che aveva preso le mosse all'inizio del secolo precedente con Bernardino Luini.
Nella prima metà del XVII secolo, la pittura lombarda conobbe un periodo di intenso fervore, durante il quale emerse un linguaggio pittorico nuovo e originale, che contribuì a posizionare Milano tra i centri più significativi dell'arte italiana dell'epoca. Si sviluppò così una distintiva scuola regionale caratterizzata da uno stile maestoso e appassionato, con notevoli contrasti di luce e una disposizione scenografica che caratterizzava l'intera arte lombarda. La scelta dei colori e la composizione riflettevano una peculiare serenità tipica della provincia lombarda, priva dell'intensità espressiva tipica del barocco. È quindi possibile leggere nei muri e nelle forme della chiesa di S. Ambrogio il gusto sobrio di una cittadina tranquilla, la raffinatezza die particolari decorativi, la compostezza dei personaggi con espressioni dolci e contemplative.